# Хрустово
Хрустово (словен. Hrustovo) — поселення в общині Велике Лаще, Осреднєсловенський регіон, Словенія. 
Висота над рівнем моря: 545,8 м.